# Melitaea canellina
Melitaea canellina är en fjärilsart som beskrevs av Hermann Stauder 1922. Melitaea canellina ingår i släktet Melitaea och familjen praktfjärilar. Inga underarter finns listade i Catalogue of Life.